# 严重敏
严重敏（1920年10月6日—2017年10月2日），女，浙江岱山县人，中共党员，中国城市地理学的开拓者、奠基人之一。
1938年进入中央大学学习。1948年初赴瑞士苏黎世大学研究生部攻读人文地理。中华人民共和国诞生后，于1949年秋回国。1952年，任教华东师范大学地理系副教授兼经济地理教研室主任。1980年任华东师范大学西欧北美地理研究所所长。法国地理学会荣誉会员。曾任中国地理学会世界地理专业委员会副主任，人文地理专业委员会委员，中国城市经济学会理事，上海城市经济学会常务理事，被聘为《中国大百科全书世界地理卷》编委及欧洲篇主编，《地理学报》编委，加拿大“Chinese Geography  and  Environment”(中国地理学和环境学)杂志通讯编辑（Advisory Committee）等职。其先生是中国科学院院士、著名大地构造学和石油地质学家朱夏。

## 简介
- 1920年10月6日，严重敏出生在浙江省舟山群岛的岱山岛。
- 1936年春，严重敏参加了宁波市学生响应“北平一二·九学生运动”的抗日示威游行。
- 1938年到1942年期间，严重敏在中央大学地理系就读。
- 1939年12月，严重敏参加了中共地下党组织。
- 1941年皖南事变后，严重敏与地下党组织失去联系。
- 1942年夏毕业后，严重敏先后在中大附中和南开中学等校任高、初中地理教师。
- 1947年秋，严重敏赴苏黎世大学研究生部攻读人文地理。
- 1949年秋，严重敏、朱夏夫妇于10月初从瑞士回国。
- 1952年，严重敏任教华东师范大学地理系副教授，兼经济地理教研室主任。
- 1959年9月，严重敏重新加入了中国共产党。
- 1964年，严重敏被选为上海市三八红旗手。
- 1979年，严重敏在国内首次招收城市地理研究方向的硕士研究生。
- 1980年，严重敏担任华东师范大学西欧北美地理研究所所长一职。
- 1990年，国家教委授予严重敏从事高教40年荣誉奖，获国务院特殊津贴。
- 2012年，严重敏出席了“城市化：动态、问题与治理”国际学术会议。

## 学术成就：
在国内首次介绍了克里斯塔勒的中心地理论，开创了中国城市地理学，并预见浦东开发比“北上”(发展江湾五角场地区)和“南下”(开发金山卫地区) 优越的发展前景。

## 链接：
- 严重敏教授:中国著名城市地理学家 （页面存档备份，存于）
- 城市化与城市发展国际学术研讨会在上海举行

]